# Amyrmex golbachi
Amyrmex golbachi és una espècie de formiga de la subfamília dels dolicoderins (Dolichoderinae), l'única del gènere Amyrmex. Va ser descrita per Kusnezov el 1953.